# Golden Globe 1966
La 23ª edizione della cerimonia di premiazione di Golden Globe si è tenuta il 28 febbraio 1966 al Cocoanut Grove dell'Ambassador Hotel di Los Angeles, California.

## Vincitori e candidati
Vengono di seguito indicati in grassetto i vincitori. Ove ricorrente e disponibile, viene indicato il titolo in lingua italiana e quello in lingua originale tra parentesi.

### Miglior film drammatico
- Il dottor Zivago (Doctor Zhivago), regia di David Lean
- Il collezionista (The Collector), regia di William Wyler
- Incontro al Central Park (A Patch of Blue), regia di Guy Green
- La nave dei folli (Ship of Fools), regia di Stanley Kramer
- Il volo della fenice (The Flight of the Phoenix), regia di Robert Aldrich

### Miglior film commedia o musicale
- Tutti insieme appassionatamente (The Sound of Music), regia di Robert Wise
- Cat Ballou, regia di Elliot Silverstein
- La grande corsa (The Great Race), regia di Blake Edwards
- L'incredibile Murray: l'uomo che disse no (A Thousand Clowns), regia di Fred Coe
- Quei temerari sulle macchine volanti (Those Magnificent Men in Their Flying Machines or How I Flew from London to Paris in 25 hours 11 minutes), regia di Ken Annakin

### Miglior regista
- David Lean - Il dottor Zivago (Doctor Zhivago)
- Guy Green - Incontro al Central Park (A Patch of Blue)
- John Schlesinger - Darling
- Robert Wise - Tutti insieme appassionatamente (The Sound of Music)
- William Wyler - Il collezionista (The Collector)

### Miglior attore in un film drammatico
- Omar Sharif - Il dottor Zivago (Doctor Zhivago)
- Rex Harrison - Il tormento e l'estasi (The Agony and the Ecstasy)
- Sidney Poitier - Incontro al Central Park (A Patch of Blue)
- Rod Steiger - L'uomo del banco dei pegni (The Pawnbroker)
- Oskar Werner - La nave dei folli (Ship of Fools)

### Migliore attrice in un film drammatico
- Samantha Eggar - Il collezionista (The Collector)
- Julie Christie - Darling
- Elizabeth Hartman - Incontro al Central Park (A Patch of Blue)
- Simone Signoret - La nave dei folli (Ship of Fools)
- Maggie Smith - Otello (Othello)

### Miglior attore in un film commedia o musicale
- Lee Marvin - Cat Ballou
- Jack Lemmon - La grande corsa (The Great Race)
- Jerry Lewis - Boeing Boeing (Boeing (707) Boeing (707))
- Jason Robards - L'incredibile Murray: l'uomo che disse no (A Thousand Clowns)
- Alberto Sordi - Quei temerari sulle macchine volanti (Those Magnificent Men in Their Flying Machines or How I Flew from London to Paris in 25 hours 11 minutes)

### Migliore attrice in un film commedia o musicale
- Julie Andrews - Tutti insieme appassionatamente (The Sound of Music)
- Jane Fonda - Cat Ballou
- Barbara Harris - L'incredibile Murray: l'uomo che disse no (A Thousand Clowns)
- Rita Tushingham - Non tutti ce l'hanno (The Knack ...and How to Get It)
- Natalie Wood - Lo strano mondo di Daisy Clover (Inside Daisy Clover)

### Miglior attore non protagonista
- Oskar Werner - La spia che venne dal freddo (The Spy Who Came in from the Cold)
- Red Buttons[1] - Jean Harlow, la donna che non sapeva amare (Harlow )
- Frank Finlay[1] - Otello (Othello)
- Hardy Krüger - Il volo della Fenice (The Flight of the Phoenix)
- Telly Savalas - La battaglia dei giganti (Battle of the Bulge)

### Migliore attrice non protagonista
- Ruth Gordon - Lo strano mondo di Daisy Clover (Inside Daisy Clover)
- Joan Blondell - Cincinnati Kid (The Cincinnati Kid)
- Joyce Redman - Otello (Othello)
- Thelma Ritter - Boeing Boeing (Boeing (707) Boeing (707))
- Peggy Wood - Tutti insieme appassionatamente (The Sound of Music)

### Migliore attore debuttante
- Robert Redford - Lo strano mondo di Daisy Clover (Inside Daisy Clover)
- Ian Bannen - Il volo della Fenice (The Flight of the Phoenix)
- James Caan - Doringo! (The Glory Guys)
- James Fox - Quei temerari sulle macchine volanti (Those Magnificent Men in Their Flying Machines or How I Flew from London to Paris in 25 hours 11 minutes)
- Tom Nardini - Cat Ballou (Cat Ballou)

### Migliore attrice debuttante
- Elizabeth Hartman - Incontro al Central Park (A Patch of Blue)
- Donna Butterworth - I sette magnifici Jerry (The Family Jewels)
- Geraldine Chaplin -  Il dottor Zivago (Doctor Zhivago)
- Rosemary Forsyth - Shenandoah la valle dell'onore (Shenandoah)
- Maura McGiveney - Non disturbate (Do Not Disturb)

### Migliore sceneggiatura
- Robert Bolt - Il dottor Zivago (Doctor Zhivago)
- Philip Dunne[2] - Il tormento e l'estasi (The Agony and the Ecstasy)
- Guy Green - Incontro al Central Park (A Patch of Blue)
- Stanley Mann e John Kohn - Il collezionista (The Collector)
- Stirling Silliphant - La vita corre sul filo (The Slender Thread)

### Migliore colonna sonora originale
- Maurice Jarre - Il dottor Zivago (Doctor Zhivago)
- Benjamin Frankel - La battaglia dei giganti (Battle of the Bulge)
- Henry Mancini - La grande corsa (The Great Race)
- Johnny Mandel - Castelli di sabbia (The Sandpiper)
- Riz Ortolani - Una Rolls - Royce gialla (The Yellow Rolls-Royce)

### Migliore canzone originale
- Forget Domani[3], musica di Riz Ortolani, testo di Melvin Frank - Una Rolls - Royce gialla (The Yellow Rolls-Royce)
- The Ballad of Cat Ballou, musica di Jerry Livingston, testo di Mack David - Cat Ballou
- That Funny Feeling, testo e musica di Bobby Darin - Quello strano sentimento (That Funny Feeling)
- The Shadow of Your Smile, musica di Johnny Mandel, testo di Paul Francis Webster - Castelli di sabbia (The Sandpiper)
- The Sweetheart Tree, musica di Henry Mancini, testo di Johnny Mercer - La grande corsa (The Great Race)

### Miglior film straniero in lingua inglese
- Darling (Darling), regia di John Schlesinger
- Ninety Degrees in the Shad (Ninety Degrees in the Shade), regia di Jiří Weiss
- Non tutti ce l'hanno (The Knack ...and How to Get It), regia di Richard Lester
- The Leather Boys (The Leather Boys), regia di Sidney J. Furie
- Otello (Othello), regia di Stuart Burge

### Miglior film straniero in lingua straniera
- Giulietta degli spiriti, regia di Federico Fellini (Italia)
- Barbarossa (Akahige), regia di Akira Kurosawa (Giappone)
- Les Parapluies de Cherbourg (Les parapluies de Cherbourg), regia di Jacques Demy (Francia)
- Il piacere e l'amore (La ronde), regia di Roger Vadim (Francia)
- Tarahumara - La vergine perduta (Tarahumara (Cada vez más lejos)), regia di Luis Alcoriza (Messico)

## Premi per la televisione
Vengono di seguito indicati in grassetto i vincitori. Ove ricorrente e disponibile, viene indicato il titolo in lingua italiana e quello in lingua originale tra parentesi.

### Miglior trasmissione televisiva
- Organizzazione U.N.C.L.E. (Man from U.N.C.L.E.)
- Agente Smart (Get Smart)
- Frank Sinatra: A Man and His Music (Frank Sinatra: A Man and His Music)
- My Name Is Barbra (My Name Is Barbra)
- Le spie (I Spy)

### Miglior star televisiva maschile
- David Janssen - Il fuggiasco (The Fugitive)
- Don Adams - Agente Smart (Get Smart)
- Ben Gazzara - I giorni di Brian (Run for Your Life)
- David McCallum - Organizzazione U.N.C.L.E. (Man from U.N.C.L.E.)
- Robert Vaughn - Organizzazione U.N.C.L.E. (Man from U.N.C.L.E.)

### Miglior star televisiva femminile
- Anne Francis - Honey West
- Patty Duke - The Patty Duke Show (The Patty Duke Show)
- Mia Farrow - Peyton Place
- Dorothy Malone - Peyton Place
- Barbara Stanwyck - La grande vallata (The Big Valley)

## Premi onorari
- Golden Globe alla carriera: John Wayne
- Henrietta Award
  - Il migliore attore del mondo
    - Paul Newman
    - Sean Connery
    - Rex Harrison
    - Rock Hudson
    - Marcello Mastroianni

  - La miglior attrice del mondo
    - Natalie Wood
    - Ursula Andress
    - Doris Day
    - Sophia Loren
    - Elizabeth Taylor